# ماکوتو نینومیا
 ماکوتو نینومیا (انگلیسی: Makoto Ninomiya؛ زاده ۲۸ مهٔ ۱۹۹۴) یک تنیس‌باز اهل ژاپن است.